# Theresenhof
Theresenhof ist ein Wohnplatz des Ortsteils Groß Machnow der amtsfreien Gemeinde Rangsdorf im Landkreis Teltow-Fläming in Brandenburg.

## Geographische Lage
Theresenhof liegt nordöstlich des Gemeindezentrums. Südlich liegt das Naturschutzgebiet Großmachnower Weinberg, südöstlich die Stadt Mittenwalde. Nördlich liegt Klein Kienitz, ein weiterer Ortsteil von Rangsdorf, nordöstlich Boddinsfelde, ein Gemeindeteil des Mittenwalder Ortsteils Brusendorf und östlich Pittchenmühle, ein Wohnplatz von Mittenwalde.

## Geschichte
Der Ort wurde 1841 erstmals als Theresienhof in einem Amtsblatt der Regierung Potsdam erwähnt. Es handelte sich um ein Vorwerk des Gutes Groß Machnow, das vom Gutsbesitzer Hermann Ludwig Berend (Behrend), Sohn des Kommerzienrats Louis Bacher Berend, errichtet worden war und nach dessen im Jahr 1841 geborener Tochter Therese benannt wurde. 1858 lebten dort 58 Menschen. Im Jahr 1860 bestand es aus drei Wohn- und sieben Wirtschaftsgebäuden. Im Jahr 1925 war die Anzahl der Einwohner auf 41 Personen zurückgegangen. Im Jahr 1928 wurde Theresenhof in den Gemeindebezirk Großmachnow eingegliedert und war dort 1932 und 1957 Wohnplatz.
Im Jahr 2020 ist ein Gewerbegebiet von Groß Machnow nach dem Wohnplatz benannt.